# Koenigsegg CC8S
La Koenigsegg CC8S è stata la prima autovettura sportiva prodotta dalla casa svedese Koenigsegg dal 2002 al 2003

## Sviluppo
Si tratta di una Targa (con tettuccio asportabile) a trazione posteriore. È stata realizzata da Christian von Koenigsegg in collaborazione con il designer David Craaford. Ne sono stati prodotti solo 6 esemplari, di cui 2 con la guida a destra. L'auto vinse diversi premi, tra cui quello del Guinness World Record per il motore di serie più potente e alcuni premi per il design sia dal Red Dot in Germania, sia dal Utmärkt Svensk Form in Svezia.
Jeremy Clarkson, conduttore del celebre programma televisivo Top Gear, ha dichiarato la Koenigsegg CC8S la sua auto preferita del 2004. L'auto ha anche ricevuto 5 stelle dalla rivista "EVO".

## Tecnica
Ha un motore da 4.700cm³ V8 sovralimentato di derivazione Ford in alluminio collegato ad un cambio a 6 marce che sviluppa una potenza di 655 cv. La vettura raggiunge la velocità massima di 386 km/h, con un'accelerazione da 0–100 km/h in 3.5 secondi.
Pesa circa 1175 kg e rallenta da 100–0 km/h in 32 m. Una sua caratteristica importante è la facilità con cui si può cambiare la sua messa a punto, visto che la carrozzeria si "toglie" quasi completamente.
Gli ammortizzatori sono forniti dalla Ohlins e sono interamente regolabili dal pilota. Le sospensioni sfruttano uno schema a quadrilatero.